# جگوار (فیلم)
جگوار (فرانسوی: Le Jaguar‎) یک فیلم در ژانر ماجراجویی به کارگردانی فرانسیس وبر است که در سال ۱۹۹۶ منتشر شد.

## بازیگران
- ژان رنو
- پاتریک بروئل
- پاتریشیا ولاسکوئز
- الکساندرا وندرنوت
- دنی ترخو
- ادگار ژیوری
- گیل بیرمنگام
- مانوئل فریرا
- رولان بلانش